# Drame bourgeois
Le drame bourgeois est un genre théâtral né au XVIIIe siècle sur un principe élaboré par Marivaux, Diderot et Beaumarchais. Le drame bourgeois se donne comme un intermédiaire entre la comédie et la tragédie. Il met en scène des personnages de la bourgeoisie. Le drame bourgeois recherche le naturel au détriment de la vraisemblance telle qu'elle a été érigée par le classicisme.

## Origines
Le drame bourgeois répond au goût nouveau d’un siècle qui délaisse la tragédie et ne prise plus le gros rire de la farce. Le concept n'est pas nouveau, puisque Jean Bretog aurait déjà « avant Diderot créé la tragédie bourgeoise » avec sa Tragédie française (1571). La « comédie larmoyante », créée par Nivelle de La Chaussée, dès 1735, lui a préparé la voie, en exprimant déjà ce qui sera son double but : émouvoir le spectateur et satisfaire ses exigences morales.
C'est dans les Entretiens sur le Fils naturel que Diderot parle pour la première fois du drame bourgeois, qu'il appelle « le genre sérieux ».

## Caractéristiques
S'il tient à la fois de la comédie et de la tragédie, le drame bourgeois ne mélange pas pour autant les genres, mais leur emprunte de multiples modalités de ton. Diderot fait remarquer combien il serait incohérent de mêler, dans une même composition, des nuances du genre comique et du genre tragique : « Connaissez bien la pente de vos sujets et de vos caractères, conseille-t-il aux auteurs, et suivez-la... »
Le drame bourgeois se caractérise également par :
- le refus de l'unité de temps et de lieu ;
- la primauté du vrai sur la vraisemblance ;
- une plus grande proximité avec les préoccupations du temps ;
- l'importance de l'empathie afin de provoquer par l'émotion une fonction didactique ;
- le passage de la peinture des caractères aux conditions ;
- le goût du romanesque ;
- un penchant certain pour le pathos et l'exagération ;
- l'importance de la pantomime.

Du point de vue scénique, le drame bourgeois innove grâce à la suppression, en 1759, des bancs destinés au public situés sur la scène. Ainsi, la démarcation entre scène et spectateurs se fait plus grande. Cette démarcation est également soulignée par la présence de cadre et de rideau. De plus, les décors sont réalisés avec un grand souci de réalisme (perspective) et le plancher est légèrement incliné pour souligner la perspective.
L'accent est également mis sur les acteurs. Selon Diderot, il n'est pas naturel dans de grands moments d'émotions de réciter un texte lyrique. Il croit aux vertus de la pantomime, c'est-à-dire à l'action plutôt qu'aux paroles dans ces moments intenses. Diderot esquisse également une des premières théories sur l'acteur. 
Sur plusieurs points, le drame bourgeois a largement influencé le genre populaire du mélodrame au XIXe siècle.

## Œuvres liées
- George Lillo : The London Merchant (1731) ;
- Marivaux : La Mère confidente (1735) ;
- Edward Moore, The Gamester, domestic tragedy (1753) ;
- Lessing : Miss Sara Sampson (1755), Emilia Galotti (1772) ;
- Marivaux : La Femme fidèle (1755) ;
- Denis Diderot : Le Fils naturel (1757), Le Père de famille (1761) et Paradoxe sur le comédien (essai) ;
- Sedaine, Le Philosophe sans le savoir (1765) ;
- Beaumarchais : La Mère coupable (1792).